# Comuna Plohiv, Cernihiv
Plohiv (în ucraineană Пльохів) este o comună în raionul Cernihiv, regiunea Cernihiv, Ucraina, formată din satele Birkî, Plohiv (reședința) și Skuhari.

## Demografie
Componența lingvistică a comunei Plohiv
     Ucraineană (95,07%)
     Rusă (3,48%)
     Alte limbi (0,72%)
Conform recensământului din 2001, majoritatea populației comunei Plohiv era vorbitoare de ucraineană (95,07%), existând în minoritate și vorbitori de rusă (3,48%).